# ناشویی‌بیتوسور
ناشویی‌بیتوسور (نام علمی: Naashoibitosaurus ostromi) نام یک گونه از شاخه طنابداران است.